# Lilla Högholmen, Kyrkslätt
Lilla Högholmen är en ö i Finland. Den ligger i Finska viken och i kommunen Kyrkslätt i den ekonomiska regionen  Helsingfors i landskapet Nyland, i den södra delen av landet. Ön ligger omkring 33 kilometer sydväst om Helsingfors.
Öns area är 1 hektar och dess största längd är 180 meter i sydväst-nordöstlig riktning.